# Aristida utilis
Aristida utilis là một loài thực vật có hoa trong họ Hòa thảo. Loài này được F.M.Bailey mô tả khoa học đầu tiên năm 1907.